# Neolarnaca
Neolarnaca is een geslacht van rechtvleugeligen uit de familie Gryllacrididae. De wetenschappelijke naam van dit geslacht is voor het eerst geldig gepubliceerd in 2004 door Gorochov.

## Soorten
Het geslacht Neolarnaca  is monotypisch en omvat slechts de volgende soort:
- Neolarnaca vera (Gorochov, 2004)